# Ново-Бурлукское водохранилище
Ново-Бурлукское либо Новобурлукское водохранилище — небольшое наливное водохранилище. Расположено в Печенежском районе Харьковской области, недалеко от села Новый Бурлук. Водохранилище построено в 1975 году по проекту института «Харкивдипроводгосп». Назначение — орошение, рыборазведения, рекреация. Вид регулирования — сезонное.

## Основные параметры водохранилища
- Нормальный подпорный уровень — 119,5 м;
- Форсированный подпорный уровень — 121,0 м;
- Полный объём — 1 780 000 м³;
- Полезный объём — 1 678 000 м³;
- Длина — 2,3 км;
- Средняя ширина — 0,224 км;
- Максимальные ширина — 0,35 км;
- Средняя глубина — 4,0 м;
- Максимальная глубина — 8,5 м.

## Основные гидрологические характеристики
- Площадь водосборного бассейна — 35,8 км².
- Годовой объём стока 50 % обеспеченности — 1,80 млн м³.
- Паводковый сток 50 % обеспеченности — 1 590 000 м³.
- Максимальный расход воды 1 % обеспеченности — 31,5 м³/с.

## Состав гидротехнических сооружений
- Глухая земляная плотина длиной — 406 м, высотой — 9,5 м, шириной — 10 м. Заделка верхового откоса — 1:8, низового откоса — 1:2,5.
- Шахтный водосброс из монолитного железобетона высотой — 7,5 м, размерами 3,5×3, 5 м.
- Водосбросный тоннель длиной — 34,5 м, размерами 2,0×2,2 м.
- Рекомендуемый водовыпуск из двух стальных труб диаметром 400 мм, оборудованных защелками. Расчетный расход — 0,2 м³/с.

## Использование водохранилища
Водохранилище было построено для орошения в совхозе «Октябрьский» Чугуевского района. В настоящее время водохранилище используется для рыборазведения.